# Cmentarz żydowski w Wilamowicach
Cmentarz żydowski w Wilamowicach – powstał w 1891 roku jako miejsce pochówku Żydów z pobliskiego Skoczowa. 

## Opis
Najstarszy zachowany nagrobek pochodzi z roku założenia nekropolii i kryje szczątki Perel Zabarski. Cmentarz ma powierzchnię 1 ha i zachowało się na nim około 20 nagrobków. W czasie II wojny światowej został zdewastowany przez nazistów a płyty nagrobne trafiły do firmu Jeikner (przed wojną należącej do skoczowskiej rodziny żydowskiej Szancer), gdzie znajdowały się do końca wojny. Po jej zakończeniu część nagrobków wróciła na swoje miejsce przeniesiona przez krewnych pochowanych na kirkucie osób. Pozostałe macewy trafiły na cmentarz jesienią 1958 roku dzięki interwencji Leopolda Rozenthala. Po wyjeździe ze Skoczowa ostatnich Żydów nekropolia zaczęła popadać w ruinę, a władze miejskie zaczęły rozważać jej likwidację. Rozebrano wówczas dom przedpogrzebowy. Cmentarz uporządkowano w 1996 roku, grupując ocalałe nagrobki w podwójny krąg wokół pomnika upamiętniającego ofiary Holocaustu.
Na terenie cmentarza znajduje się ustanowiony w 1995 r. pomnik przyrody – aleja dwunastu stupięćdziesięcioletnich lip o wysokości 25 m i obwodach od 165 do 300 cm.

## Galeria

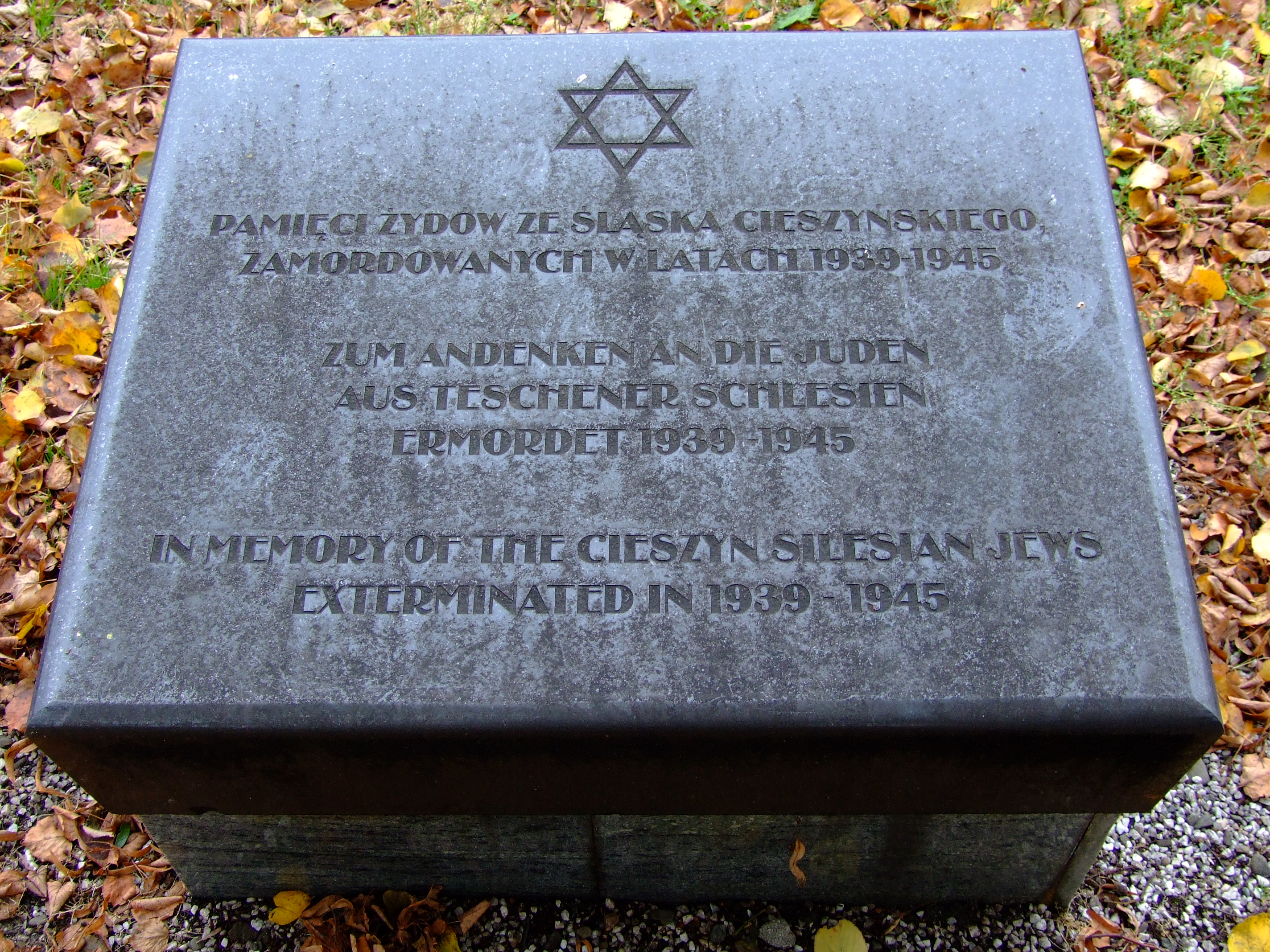
Pomnik ofiar Holocaustu
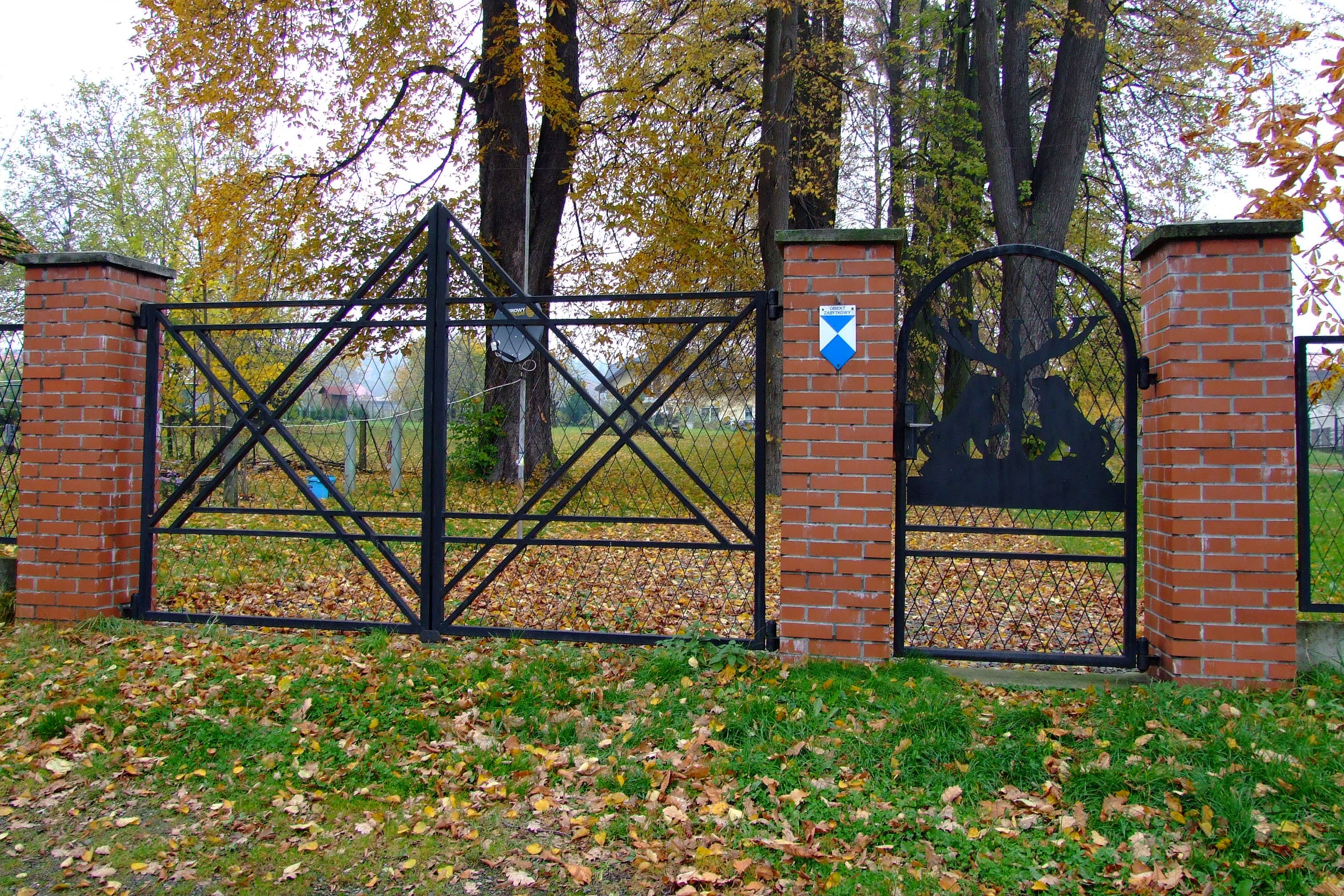
Brama cmentarza
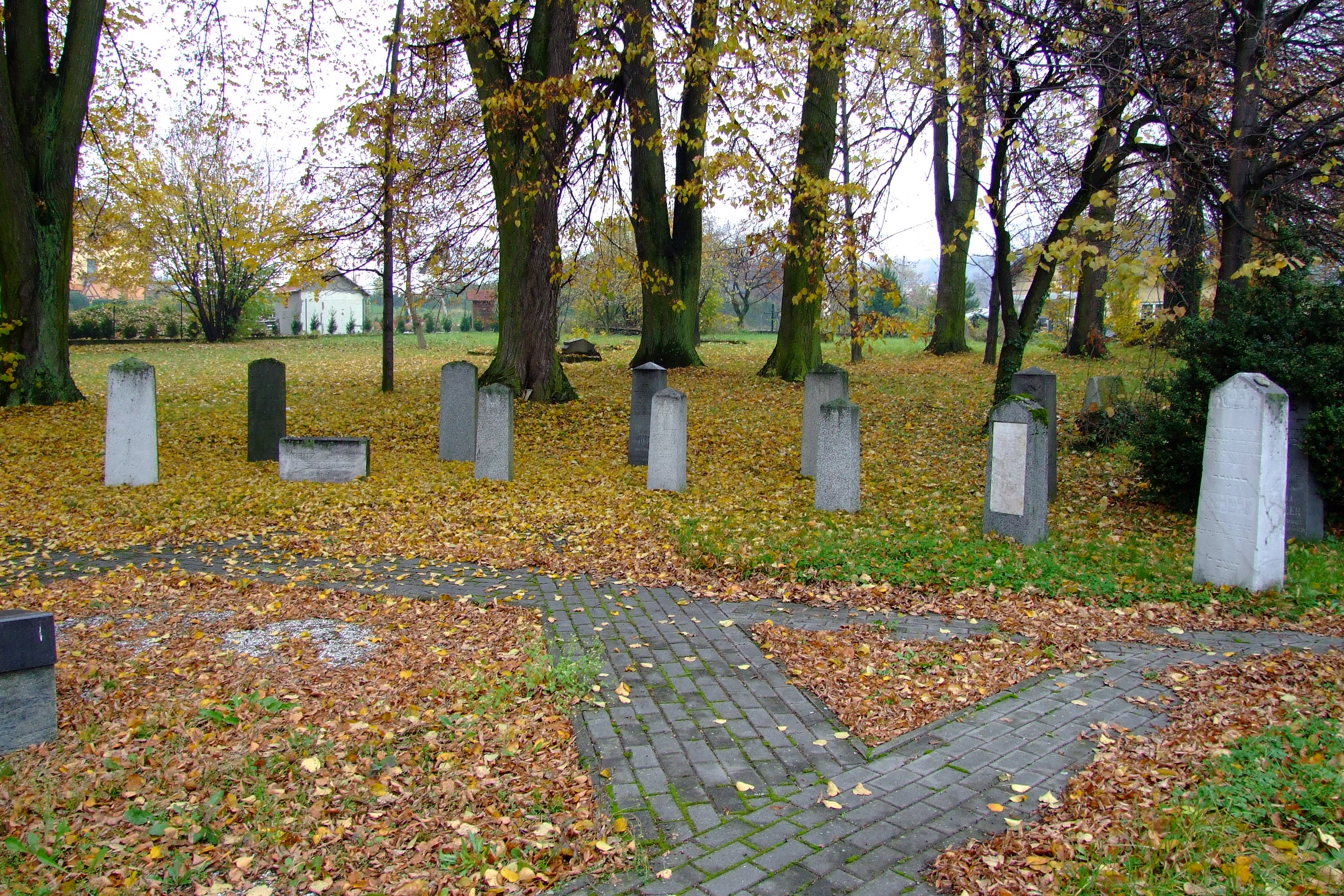
W kręgu wokół pomnika
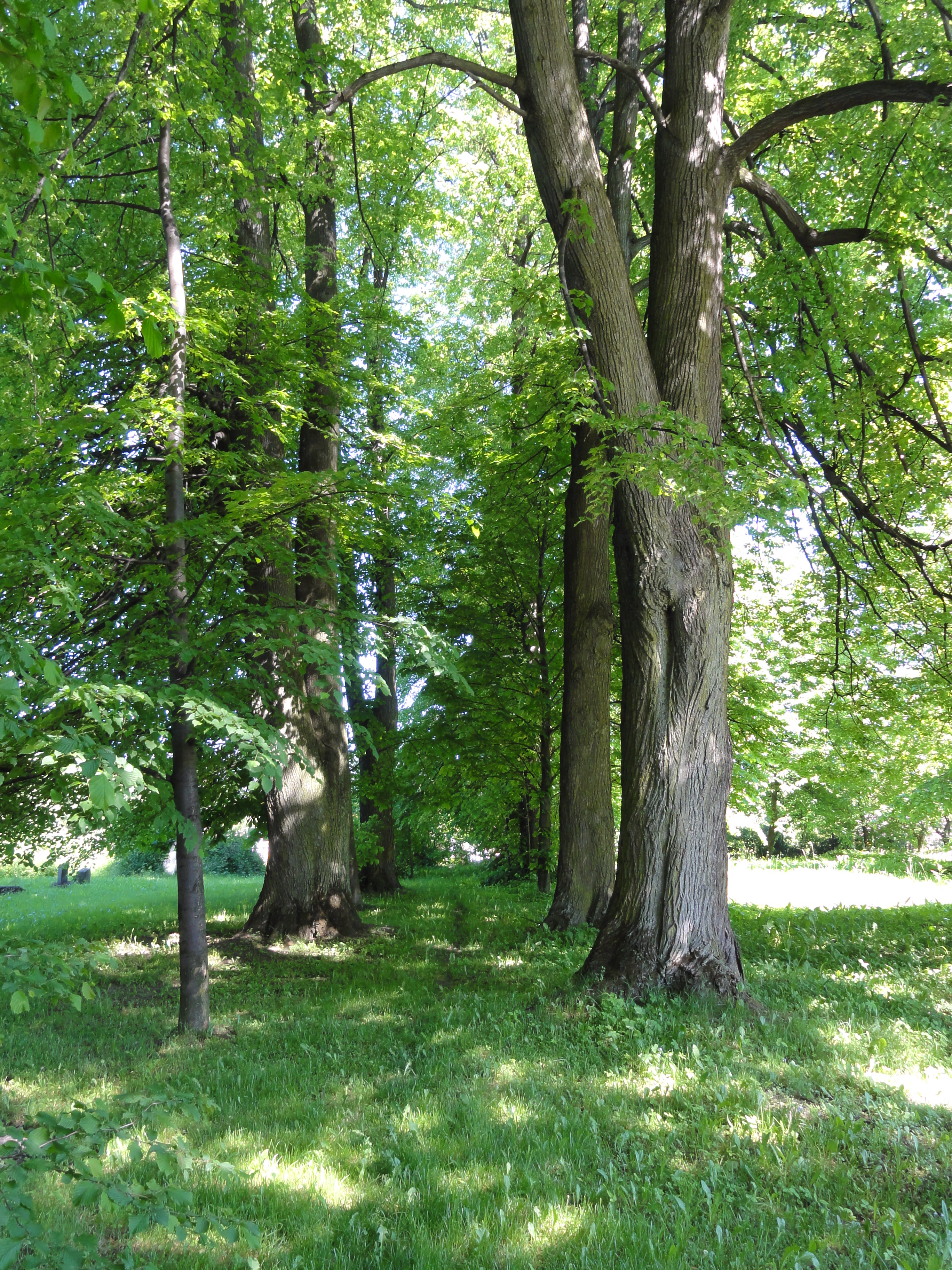
Aleja 12 lip